# 柴田理帆
柴田　理帆（しばた　りほ、1997年3月21日 - ）は、宮城県出身の、日本の柔道選手。階級は57kg級。身長165cm。血液型はO型。組み手は左組み。得意技は内股。

## 経歴
柔道は9歳の時に八木山柔道愛好会で始めた。小学校5年の時に全国小学生学年別柔道大会40㎏級の決勝トーナメント1回戦で敗れた。6年の時には45㎏級の予選リーグで敗れた。館中学2年の時に全国中学校柔道大会48㎏級の準々決勝で大成中学3年の近藤亜美に合技で敗れて5位になると、3年の時には52㎏級の準決勝で大成中学2年の黒木七都美に横四方固で敗れて3位だった。埼玉栄高校へ進むと、2年の時に高校選手権57㎏級決勝で帝京高校2年の西尾直子に指導2で敗れて2位だった。団体戦では決勝の桐蔭学園高校戦で相手エースの63㎏級の選手である嶺井美穂に合技で敗れるも、1年後輩の常見海琴と冨田若春が勝利してチームは優勝を飾った。3年の時には金鷲旗で冨田などとともに活躍して優勝した。インターハイでは準決勝で藤枝順心高校2年の谷川美歩に合技で敗れて3位だった。
2015年には筑波大学へ進学した。3年の時に優勝大会決勝の山梨学院大学戦で出口クリスタに崩袈裟固で敗れてチームも2位に終わった。全日本ジュニアでは後輩である埼玉栄高校3年の富沢佳奈を技ありで破って優勝した。体重別団体では3位だった。4年の時も体重別団体で3位になった。
2019年にJR東日本の所属になると、講道館杯では準決勝で三井住友海上の舟久保遥香に舟久保固めで敗れるも3位になった。2020年の講道館杯では決勝まで進むと、ブイ・テクノロジーの宇高菜絵に反則勝ちしてシニアの全国大会で初優勝した。2021年4月の体重別では初戦でパーク24の竹内鈴に技ありで敗れた。11月のグランドスラム・バクーでは初戦でモンゴルのルハグバトゴー・エンフリーレンに技ありで敗れた。2022年4月の体重別では準決勝でコマツの芳田司に反則負けして3位だった。2023年にはシニア体重別と実業団体で優勝した。2024年の実業団体で2連覇した。

## 戦績
- 2010年 -　全国中学校柔道大会　5位(48kg級)
- 2011年 -　全国中学校柔道大会　3位(52kg級)
- 2014年 -　高校選手権　個人戦　3位(57kg級)　団体戦　優勝
- 2014年 -　金鷲旗　優勝
- 2014年 -　インターハイ　3位
- 2017年 -　優勝大会　2位
- 2017年 -　全日本ジュニア　優勝
- 2017年 -　体重別団体　3位
- 2018年 -　ベルギー国際　3位
- 2018年 -　体重別団体　3位
- 2018年 -　講道館杯　5位
- 2019年 -　講道館杯　3位
- 2020年 -　ヨーロッパオープン・オディヴェーラス　3位
- 2020年 -　講道館杯　優勝
- 2022年 -　体重別 3位
- 2023年 -　シニア体重別　優勝
- 2023年 - 実業団体　優勝
- 2024年 - シニア体重別 2位
- 2024年 - 実業団体　優勝
- 2024年 -　国スポ　優勝

(出典、JudoInside.com)